# Bigolada
La bigolàda è una festa popolare nata a Castel d'Ario, in provincia di Mantova, che si svolge annualmente il mercoledì delle ceneri nella piazza del paese.

## Storia

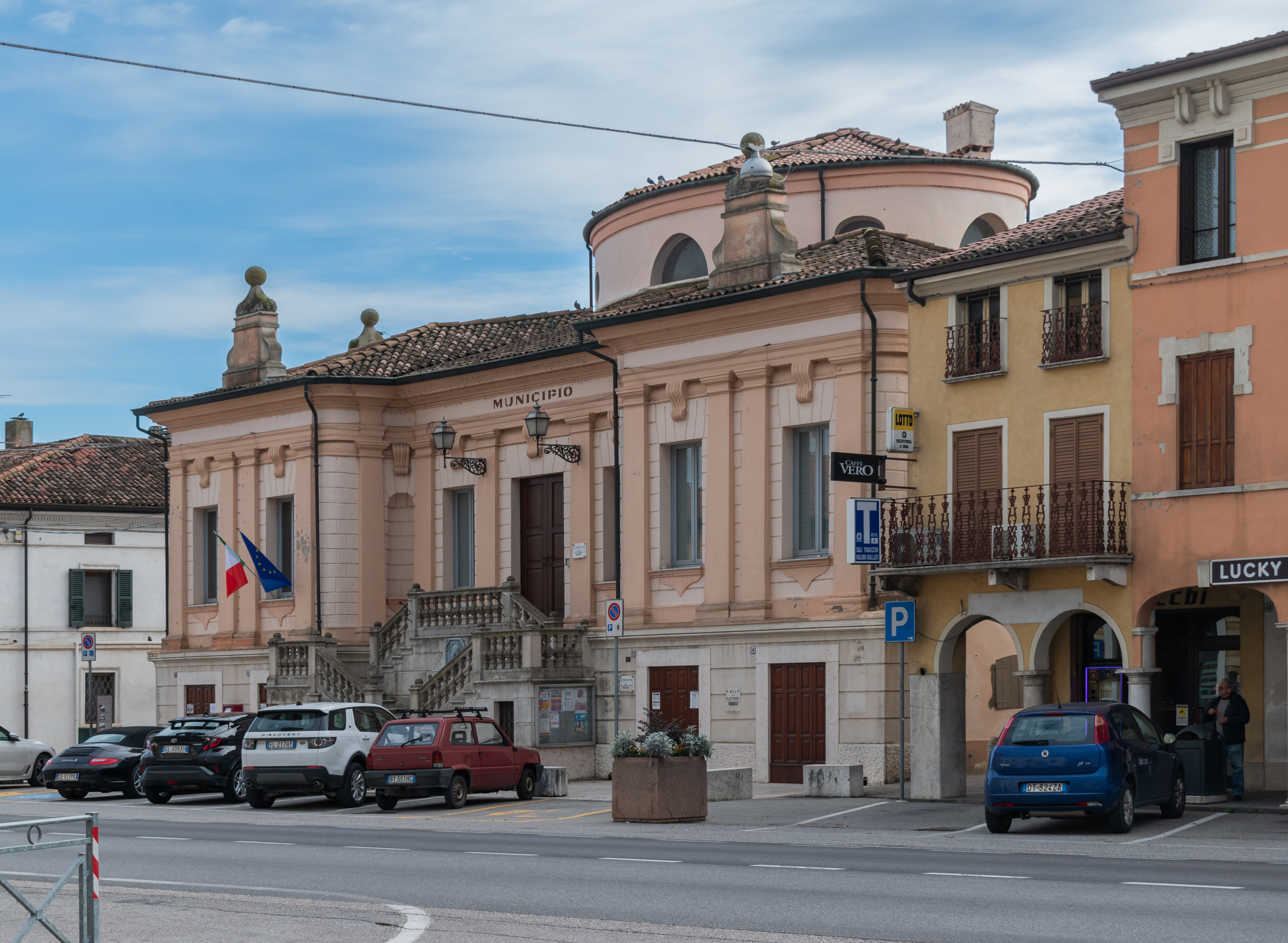
Municipio di Castel d'Ario

Nata ufficialmente nel 1935, la festa si fa risalire al 1848 in segno di protesta anti austriaca, allorché sulla piazza del paese vennero distribuiti gratuitamente polenta, aringhe, cospettoni e vino.
Per celebrare annualmente l'avvenimento, che si è trasformato in festa, vengono distribuiti i bigoli con le sardelle (in dialetto: bigoi con le sardèle), cioè bigoli conditi con acciughe e tonno, cotti in grandi paioli nella piazza su fuoco alimentato a legna. Da qui il nome "bigolada". L'edizione 2017 ha visto la preparazione di 12 quintali di spaghetti.
In contemporanea vengono organizzate mostre, sfilate di maschere e giochi di piazza.
Dal 2020, con apposito regolamento comunale, la manifestazione ha assunto lo stato di "De.C.O." (Denominazione comunale d'origine).